# 게리 프랭크

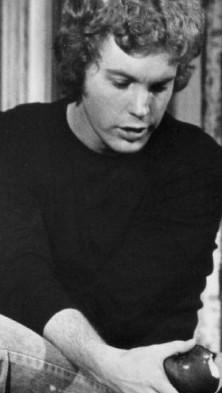

게리 프랭크(Gary Frank, 1950년 10월 9일 ~ )는 미국의 배우, 텔레비전 배우, 영화배우이다.
스포캔에서 태어났다.

## 영화
- 데스 인 스몰 도지스 (1995년)
- 간호사 (1993년)
- 귀향 (1992년)
- 천사의 살인 (1992년)
- 제이제이 (1992년)
- 레밍턴 스틸 (1982년)
- 히로시마 원폭투하대 (1980년)
- 사랑의 유람선 (1977년)
- 사랑의 화원 (1976년)
- 샌프란시스코 수사반 (1972년)
- 닥터 게논 (1969년)